# My Days for You
Singles de Erina Mano
Seishun no Serenade
(2011) Doki Doki Baby (...)
(2012)
My Days for You est le 10e single "major" (et 13e single au total) de la chanteuse japonaise Erina Mano (真野恵里菜).

## Présentation
Le single sort le 29 juin 2011 au Japon sous le label hachama, dans le cadre du Hello! Project. Il atteint la 10e place du classement des ventes de l'Oricon. Il sort également dans deux éditions limitées avec des pochettes différentes, notées "A" avec en supplément un DVD, et "B". Le single sort aussi au format "single V" (DVD) une semaine après. La chanson-titre figurera sur la compilation de fin d'année du Hello! Project Petit Best 12.

## Liste des titres
Single CD
1. My Days for You
2. 10 Carat no Kirameki (21世紀的恋愛事情?)
3. My Days for You (Instrumental)

DVD de l'édition limitée "A"
1. My Days for You (clip vidéo)

Single V (DVD)
1. My Days for You (Riverside Ver.)
2. My Days for You (Bus Ver.)
3. Making Eizo (メイキング映像?, "Making of")